# Eucordyloporus cervinus
Eucordyloporus cervinus är en mångfotingart som beskrevs av Carl Graf Attems 1912. Eucordyloporus cervinus ingår i släktet Eucordyloporus och familjen Chelodesmidae. Inga underarter finns listade i Catalogue of Life.